# Suchoi Su-26

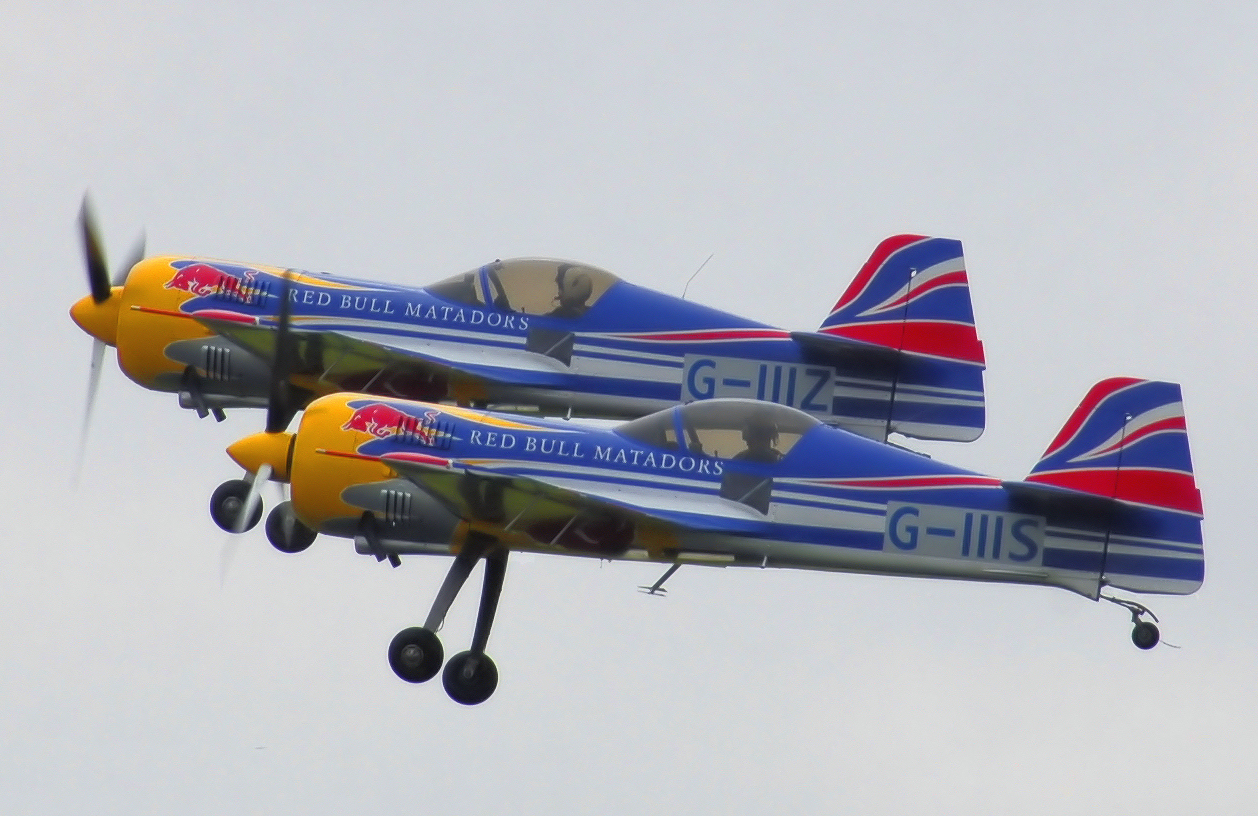
Zwei Su-26M vom Red Bull Matadors

Die Suchoi Su-26 (russisch Сухой Су-26) ist ein einsitziges Sportflugzeug, das in der Sowjetunion als erste zivile Entwicklung des Konstruktionsbüros Suchoi entstand.

## Entwicklung
Das Flugzeug wurde unter der internen Bezeichnung S-42 von einer 1982 im OKB Suchoi gegründeten Gruppe mit Hilfe von Ingenieuren des Moskauer Luftfahrtinstituts (MAI) und des DOSAAF-Werkes in Prienai entwickelt.
Basis für die Konstruktion war die Jak-55, die jedoch stark überarbeitet wurde.
Sie war mit einem luftgekühlten M-14-Sternmotor ausgerüstet und wies, für eine sowjetische Konstruktion bis dahin unüblich, einen großen Anteil von Kunststoffteilen auf. Sie kann mit bis zu +12g und −10g belastet werden und überschreitet somit die Belastbarkeit des Piloten. Die Maschine besitzt ein Heckradfahrwerk, die Haupträder befinden sich auf einer Titanachse.
Am 30. Juni 1984 absolvierte der kunstflugerfahrene Testpilot Jewgeni Frolow den Erstflug. Die ersten vier Maschinen waren noch mit dem Zweiblatt-Propeller V-530 ausgerüstet.
Die Serienversion Su-26M hat überarbeitete Heckflossen und einen dreiblättrigen Propeller der deutschen Firma Hoffmann. Ab dem Jahr 2003 wurde eine verbesserte Version produziert, diese erhielt die Bezeichnung Su-26M3. Diese Version hatte den neuen Motor M-9F und andere Verbesserungen erhalten.
Mit der Su-26 wurde sowohl die Mannschaftswertung der Männer als auch der Frauen bei den World Aerobatics Championships 1986 gewonnen.
Die Su-26 wurde auch in den Westen exportiert, so fliegen Su-26 unter anderem in der Schweiz und in den USA.

## Nutzer

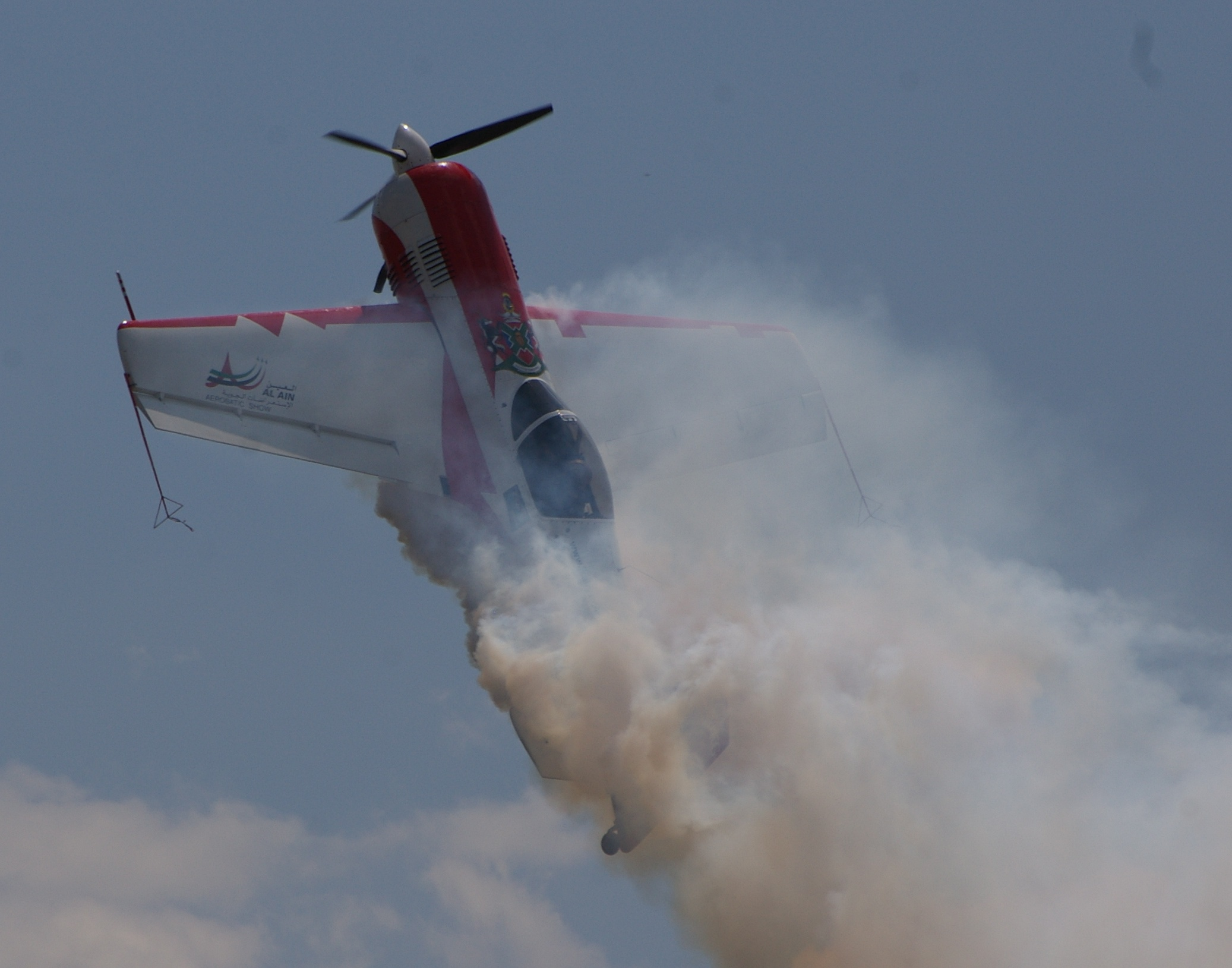
Su-26 geflogen von Jurgis Kairys

### Ehemalig
Vereinigtes Königreich
- Red Bull Matadors

haben die Su-26 benutzt, bis sie die Zivko Edge 540 erhalten haben.

## Technische Daten

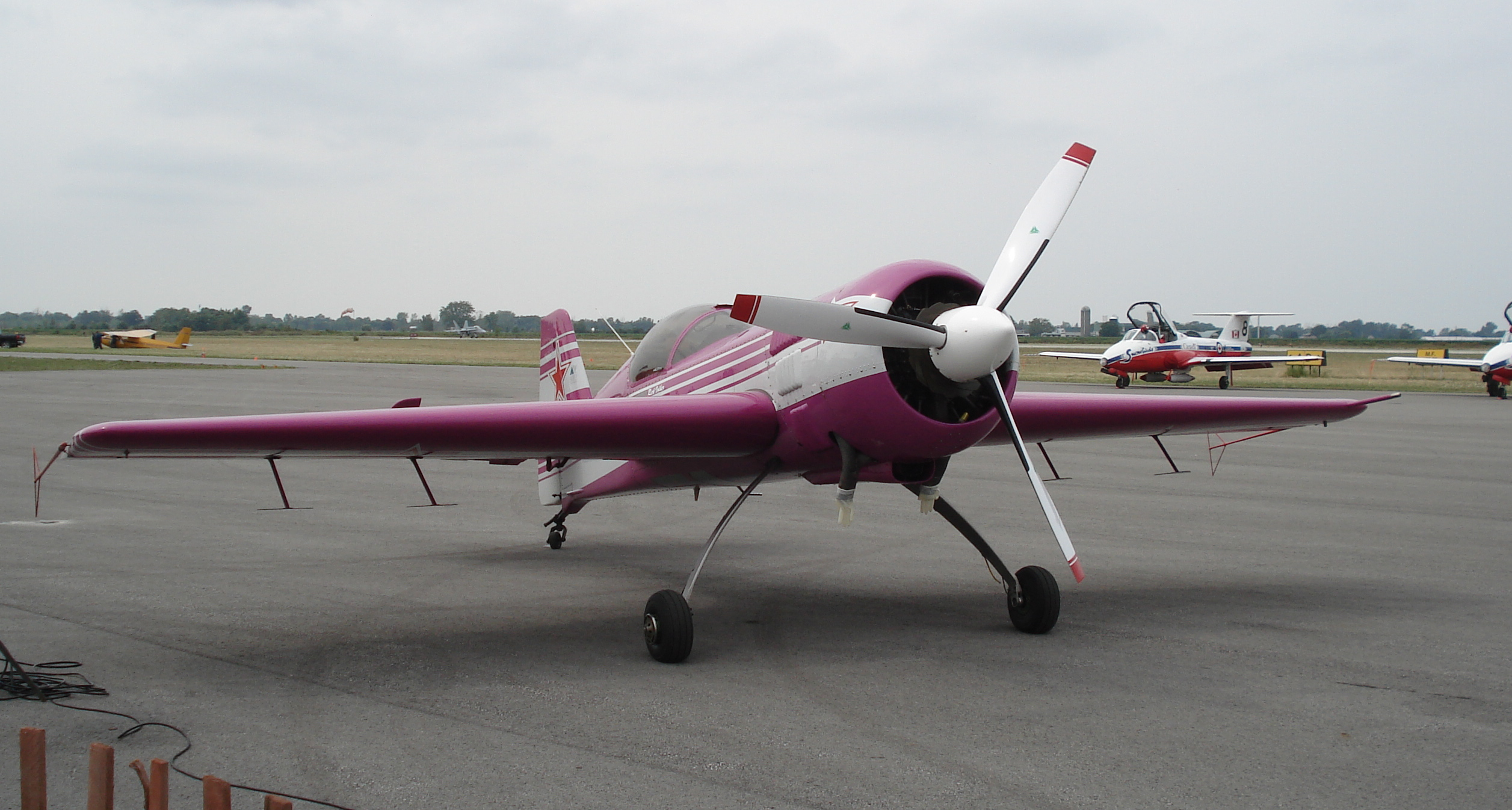
Su-26M

Dreiseitenriss

| Kenngröße                        | Su-26           | Su-26M3         |
| -------------------------------- | --------------- | --------------- |
| Baujahre                         | 1988–?          | 2003–?          |
| Besatzung                        | 1               | 1               |
| Länge                            | 6,83 m          | 6,87 m          |
| Spannweite                       | 7,80 m          | 8,20 m          |
| Höhe                             | 2,40 m          | 2,75 m          |
| Flügelfläche                     | 11,83 m²        | 12,17 m²        |
| Flügelstreckung                  | 5,1             | 5,5             |
| Leermasse                        | 700 kg          | 750 kg          |
| max. Startmasse                  | 962 kg          | 1100 kg         |
| Steigleistung                    | 18 m/s          | 21,5 m/s        |
| Höchstgeschwindigkeit horizontal | 310 km/h        | 340 km/h        |
| Höchstgeschwindigkeit vertikal   | 450 km/h        |                 |
| Dienstgipfelhöhe                 | 4000 m          |                 |
| Reichweite                       | max. 895 km     | max. 1200 km    |
| Triebwerk                        | ein M-14P       | ein M-9F        |
| Leistung                         | 268 kW (365 PS) | 313 kW (425 PS) |
| G-limit                          | +12/-10         | +12/-10         |
| Rollrate                         | 286–343°/s      | 400°/s          |